# Танаев, Николай Тимофеевич
Никола́й Тимофе́евич Тана́ев (5 ноября 1945, Михайловка, Пензенская область — 19 июля 2020, Санкт-Петербург) — киргизский государственный и хозяйственный деятель, 8-й премьер-министр Кыргызстана (2002—2005).
В 2000—2001 годах — председатель Государственной комиссии при Правительстве по архитектуре и строительству. Был также президентом Академии Архитектуры и строительства Киргизской республики.

## Биография
Родился 5 ноября 1945 года в селе Михайловка Мокшанского района Пензенской области.
В 1969 году окончил Джамбульский гидромелиоративно-строительный институт по специальности «инженер-строитель». В 1973 году окончил Университет марксизма-ленинизма.
В 1979—1984 годы — первый заместитель председателя горисполкома города Ош.
В 1984 году окончил Высшую партийную школу ЦК КПСС по специальности «экономика партийного строительства»; в том же году окончил Высшие офицерские курсы Советской Армии.
Работал в трестах «Ошстрой» и «Чуйпромстрой» (Кыргызстан), где прошёл путь от мастера до руководителя управляющего трестами. В 1990-е годы возглавлял государственную строительную компанию «Кыргызкурулуш». В 1999 году — президент госконцерна «Кыргызкурулуш» (бывшее Министерство строительства Киргизской ССР).
В 2000—2002 годы — первый вице-премьер, в 2002—2005 — премьер-министр Киргизской Республики. В 2002 году был председателем Совета глав правительств стран-участниц СНГ, в 2003 — председателем Совета глав правительств стран Шанхайской организации сотрудничества.
27 августа 2002 года присвоен классный чин Государственного советника Киргизской Республики.
После прихода антиакаевской оппозиции к власти Николай Танаев был первым и единственным высокопоставленным государственным чиновником, который немедленно подал в отставку. Заявление об уходе он написал ещё 24 марта — через несколько часов после того, как оппозиционеры захватили правительственное здание в Бишкеке. Буквально сразу после этого ему позвонил губернатор Пензенской области Василий Бочкарёв, который предложил бывшему премьеру вернуться в Пензенскую область, где прошло его детство.
Прежде чем отправиться в Пензу, Танаев был приглашён в комиссию по переговорам с Аскаром Акаевым, которая 2 апреля прилетела в Москву и убедила Акаева сложить полномочия. После переговоров Танаев не вернулся в Бишкек, а, по словам губернатора Бочкарёва, решил принять его приглашение и 6 апреля приехал с частным визитом в Пензу.

### Семья
Женат. Имел трёх детей, три внука, два правнука.

## Награды и признание
- Почётная грамота Президиума Верховного Совета Киргизской ССР (1977)
- Заслуженный строитель Киргизской Республики (1993)
- орден Мужества Всероссийской общественной палаты личностей (2000)
- орден Святого Георгия Победоносца Всероссийской общественной палаты личностей (2000)
- орден «Манас» 3-й степени (2002)
- академик Академии архитектуры и строительства Киргизской Республики (2002)
- Почётная грамота стран-участниц СНГ (2004)
- медаль «В память 300-летия Санкт-Петербурга» (2004)
- Медаль «15 лет вывода советских войск из Афганистана» (2004)
- почётный профессор Московского международного института менеджмента и права (2004)
- ведомственные награды СССР и Киргизской Республики.